# Netelia uncata
Netelia uncata là một loài tò vò trong họ Ichneumonidae.